# Діалог щодо палати Скарбниці
Dialogus de Scaccario, або Діалог щодо Палати Скарбниці, середньовічний трактат, присвячений діяльності англійської скарбниці, написаний у другій половині 12 століття, ймовірно лордом-скарбничим за часів Генріха ІІ Річардом ФітцНілом, у форматі запитань і відповідей, які покривають теми юрисдикції, організації та порядку роботи цього державного органа. Книга, вміст якої має велике значення для історичної науки в галузі історії Англії, неодноразово перевидавалась та перекладалась.
Трактат, написаний латиною, відомий у вигляді чотирьох списків 13 століття.